# Jackson, Michigan
Jackson är en stad i den amerikanska delstaten Michigan med en yta av 28,46 km² och en folkmängd, som uppgår till 33 534 invånare (2010). Jackson är administrativ huvudort i Jackson County. Orten grundades 1829 som Jacksonopolis. Namnet ändrades först till Jacksonburgh och 1838 togs den nuvarande namnformen Jackson i bruk. Staden har fått sitt namn efter Andrew Jackson.
Jackson är en av födelseorterna för det republikanska partiet. 1854 ägde ett möte rum för en grupp som kallade sig republikaner på en plats som blivit känd som "Under the Oaks". 
Orten utvecklades i samband med bilindustrins framväxt i Michigan och idag är bildelsindustrin en av de viktigaste industrierna i området. 
I Jackson uppfördes Michigans första statliga fängelse 1838 som utvecklades till en omfattande verksamhet med fabriker och omkringliggande bondgårdar. Den billiga arbetskraften bidrog till Jacksons industriella uppgång. Fängelset flyttades 1934 till en ny anläggning. 

## Kända personer från Jackson
- Dan Coats, politiker och diplomat
- Clyde L. Herring, politiker
- Tyler Oakley, Youtuber
- William Porter, friidrottare, OS-guld 1948
- Hamilton Carhartt, grundare av Carhartt